# Vuelo 605
Vuelo 605 va ser un programa de ràdio espanyol presentat per Ángel Álvarez.

## Història del programa
L'espai va començar a emetre's en 1963 a Radio Peninsular per a passar després, i successivament, per Radio Madrid FM de la Cadena SER (1971-1989), Radio Minuto (1989-1993) i M-80 Radio (1993-2004), l'última emissora en la qual va poder sentir-se.
L'últim programa es va emetre el 26 de juny de 2004. Menys de dos mesos després moria Ángel Álvarez. El 26 d'agost es va emetre un especial en homenatge a Álvarez.

## Continguts
El programa difonia música aliena als grans circuits comercials com country, folk o jazz.

## Influència
L'espai, a través del seu conductor, va ser un autèntic precursor en la difusió de la música anglosaxona a Espanya en un moment, els primers anys seixanta, que els ritmes que predominaven en el mercat nacional eren els melòdics d'origen francès i italià.
Va ser un dels primers a punxar cançons de The Beatles en les ones espanyoles i va introduir el denominat so Nashville i la música de Pete Seeger i Bob Dylan.
Pel programa van desfilar, entre d'altres, Jim Reeves, Johnny Horton, els Everly Brothers i The Brothers Four.